# 밤&
밤&은 G1 Fresh FM(원주 103.1 춘천 105.1 강릉 106.1 태백 99.3 평창 88.3, 평창 방림 90.5, 속초 101.3MHz)에서 2017년 10월 30일부터 현재까지 매일 밤 자정부터 1시까지 방송하는 라디오 음악 프로그램이다.

## 진행자
- 김우진 아나운서 (남)

## 역대 진행자
- 초대 DJ : 유한솔, 현 MBN 아나운서 (남)
- 2대 DJ : 엄지민, 현 YTN 앵커 (여)
- 3대 DJ : 손민정, 현 프리랜서 (여)
- 4대 DJ : 서효원, 전 부산MBC 아나운서 (여)
- 5대 DJ : 김우진(남), 오서윤 아나운서 (여)
- 6대 DJ : 김수민 아나운서 (여)
- 7대 DJ : 김민곤 아나운서 (남)
- 8대 DJ : 강민주 아나운서 (여)
- 임시 : 윤영호 PD (남)
- 9대 DJ : 이가연 아나운서 (여)
- 10대 DJ: 김태정 편성제작국장 (남)
- 11대 DJ: 김우진 아나운서 (남)

## 코너소개
- 월~목 - 하루의 쉼표 : 하루의 끝, 쉼이 되고, 위로가 되는 글귀를 읽어드립니다.
- 금,토 - 정주행 day : 한 명의 가수를 선정해 그 가수의 히트곡들을 쭉 들어봅니다.

## 같이 보기
- G1방송
- G1 Fresh FM